# Formatie van Waalre
De Formatie van Waalre of Waalre Formatie (sic, afkorting: WA) is een geologische formatie in de ondergrond van Nederland, onderdeel van de Boven-Noordzee Groep. De formatie bestaat uit fluviatiele zanden en kleien uit het Reuverien (vanaf 3,6 miljoen jaar geleden, Laat-Plioceen) tot het Menapien (Vroeg Pleistoceen, tot 1 miljoen jaar geleden).

## Beschrijving
De Formatie van Waalre is gevormd door de oervorm van de rivier de Rijn. Ze bestaat uit zanden (bij vroegere stroomruggen) en kleien (bij vroegere komgronden of meren). Sedimentaire structuren laten zien dat er soms sprake was van getijdewerking, dat wil zeggen dat de rivier een estuarium vormde. Vaak zijn cycli te herkennen die naar boven toe fijner worden van korrelgrootte.
De Formatie van Waalre kan van enkele meters dik tot meer dan honderd meter dik zijn. De grootste dikte bereikt de formatie in de Roerdalslenk.
De formatie werd gelijktijdig gevormd met de jongere delen van de mariene Formatie van Maassluis en de eveneens fluviatiele Formatie van Peize, die door de rivier de Eridanos verder naar het noordoosten gevormd werd. Vooral het onderscheid tussen de formaties van Waalre en Peize is niet altijd even gemakkelijk. Alle drie de formaties vertanden met elkaar.

## Stratigrafie
De Formatie van Waalre wordt onderverdeeld in een aantal laagpakketten: het Laagpakket van Tegelen (sideriethoudende klei met zandige laagjes); het Laagpakket van Hoogerheide (micahoudend zand met bovenop een siltige kleilaag) en het Laagpakket van Woensdrecht (fijn micahoudend zand met bovenop een venige kleilaag).
De Formatie van Waalre ligt bovenop oudere delen van de Formatie van Maassluis en de mariene Formatie van Oosterhout. Ze wordt overdekt door verschillende Kwartaire formaties, zoals de Formatie van Sterksel (fluviatiel zand en grind) of de Formatie van Stramproy (veen en eolisch of fluviatiel zand).